# Zestaw perkusyjny

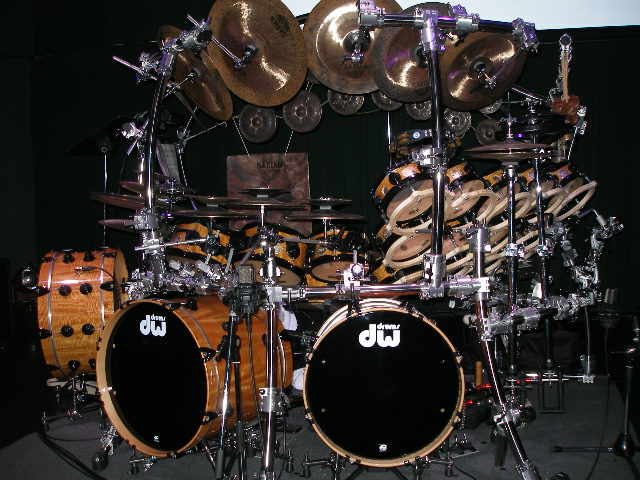
Zestaw perkusyjny Terry’ego Bozzio

Zestaw perkusyjny – komplet instrumentów perkusyjnych obsługiwany przez jednego perkusistę; potocznie nazywany perkusją.
W szkolnictwie muzycznym oraz muzyce klasycznej jest to grupa instrumentów, na których muzyk może grać używając jednego instrumentu lub dowolnie skompletowanego zestawu, natomiast w muzyce rockowej i często jazzowej tą nazwą określany jest dość typowy podstawowy zestaw instrumentów, który w miarę potrzeby może być uzupełniany o mniej reprezentatywne składniki. W tym drugim znaczeniu (rock, jazz) polskie określenie perkusja jest odpowiednikiem angielskiego drums lub drum kit, natomiast muzyk (najczęściej towarzyszący), grający na różnego rodzaju „przeszkadzajkach” (żargonowa nazwa instrumentów perkusyjnych, takich jak shaker, tamburyn, trójkąt, conga, bongosy itp.), określany jest w języku angielskim jako osoba grająca na percussion – percussionist (perkusjonista).

## Zestaw perkusyjny

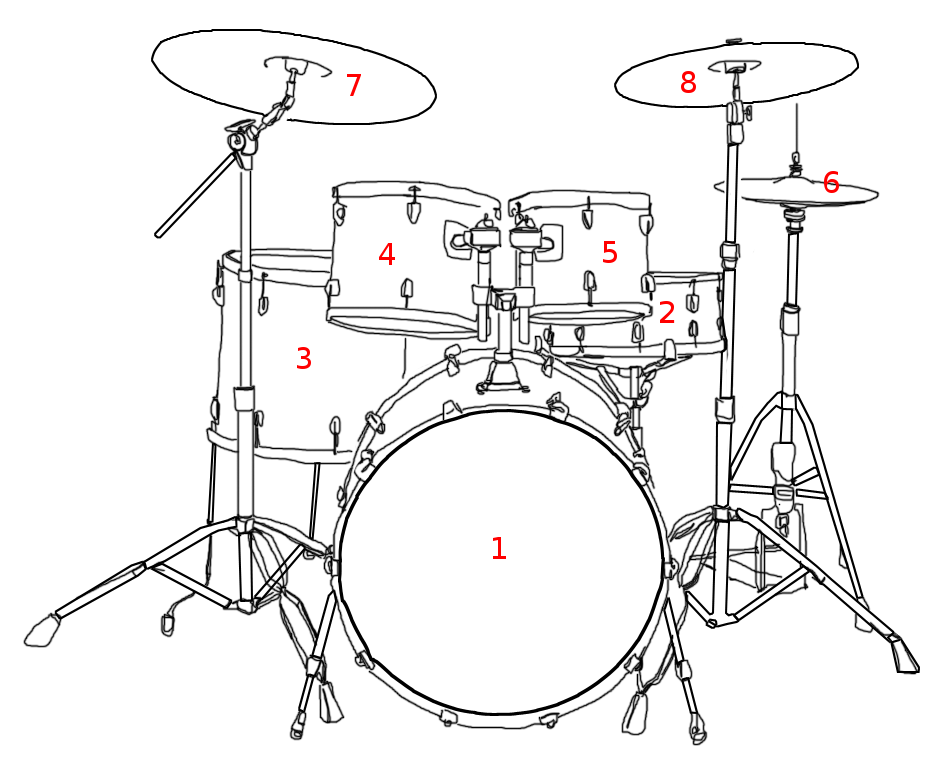
Podstawowy zestaw perkusyjny

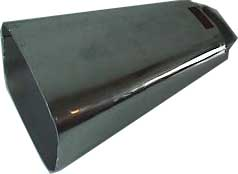
Krowi dzwonek

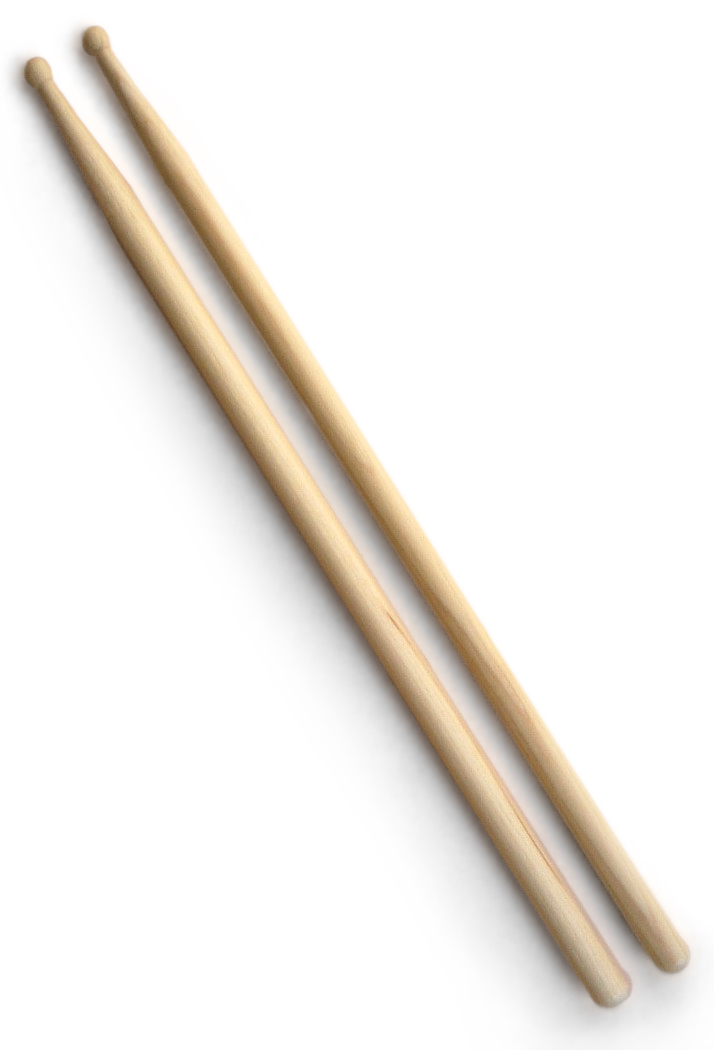
pałki perkusyjne

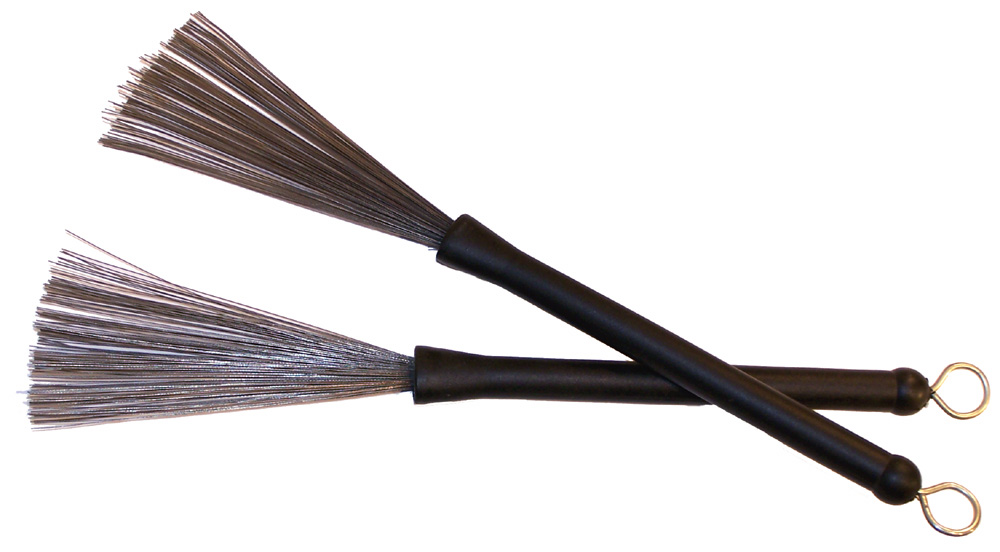
miotełki perkusyjne

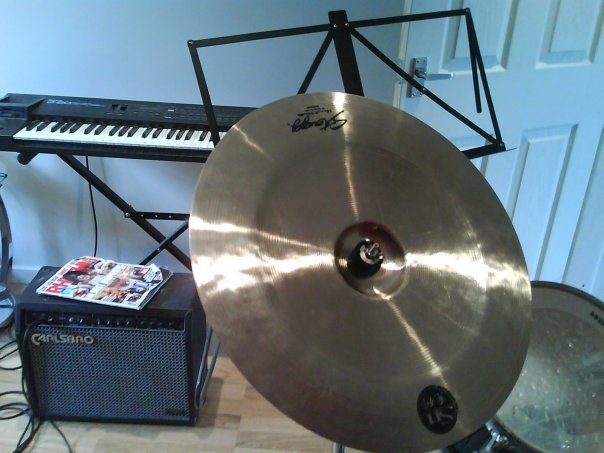
talerz china

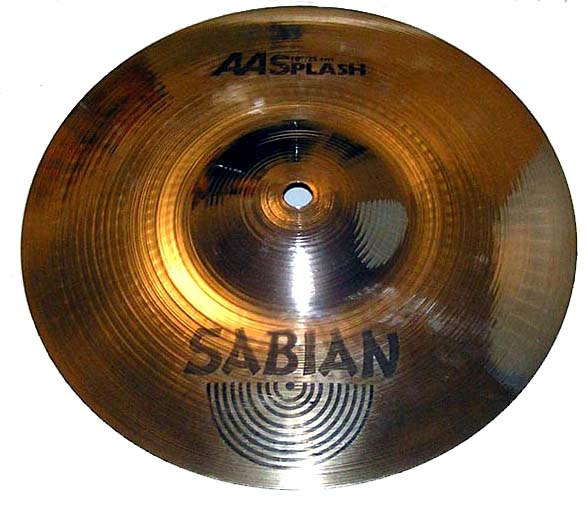
talerz splash

W skład podstawowego zestawu perkusyjnego wchodzą następujące elementy:
- bęben wielki (1) (inne nazwy to: bęben basowy, stopa, bass drum, bęben taktowy, centrala, tołumbas, tamburo grande) – jest to najczęściej największy bęben z zestawu. Gra się na nim za pomocą pojedynczego pedału lub podwójnego pedału (tzw. twina lub dwutaktu). Najczęściej spotykanym rozmiarem jest bęben 22-calowy (średnica), możemy spotkać również 16- i 26-calowe o różnej głębokości np. 18 cali.
- werbel (2) (bęben mały, bębenek, snare drum, tamburo militare) – wraz z bębnem basowym służy do wygrywania rytmu. Charakterystyczny dźwięk instrument ten zawdzięcza sprężynie zamontowanej na dolnej części werbla tuż za naciągiem. Standardowy rozmiar to 14 cali średnicy do 9 cali głębokości. Strojony za pomocą śrub, których liczba zależna jest od modelu werbla.
- floor tom (3) (inne nazwy to: kocioł, low tom, studnia, duży tom-tom; trzeba jednakże pamiętać o tym, że kotły są tak naprawdę innym instrumentem; kocioł jest tu nazwą potoczną) – bęben najczęściej stojący na ziemi, może być również podwieszony na ramie perkusyjnej lub statywie. Rozmiar w granicach 16–18 lub więcej cali średnicy o różnej głębokości.
- tom-tom (4 – średni, 5 – mały) (inne nazwy to: półkotły, kotły, high & middle tom, zobacz uwagę przy kotle) – bębny montowane na trójniku, podwieszane na statywach lub ramie.  Ich liczba zależy od preferencji perkusisty. Dzięki śrubom możliwe jest strojenie tomów. Dobrze nastrojone różnią się między sobą zazwyczaj kwintą, kwartą lub tercją.
- hi-hat (6) – są to dwa stykające się równolegle talerze o różnej lub jednakowej grubości montowane na jednym statywie, dzięki pedałowi talerze można obsługiwać nogą wybijając w ten sposób rytm. Zamknięty zestaw wywołuje ciche i krótkie dźwięki, otwarty zaś brzmienie głośne i szumiące, otwierany hi-hat wydaje dźwięk przypominający „csss”. Zestaw ten razem z ridem służy do wygrywania rytmu, występuje również w konfiguracji składającej się z dwóch talerzy typu china. Hi-hat można obsługiwać naciskając pedał od statywu.
- ride (7) – talerz o krótkim i bardzo wysokim dźwięku. W górnej części talerza przy jego otworze występuje kopułka lub tzw. bell. Ta część jest znacznie głośniejsza od reszty talerza, produkowane są również talerze o nazwie bell wydające dźwięk zbliżony do górnej części ride'a. Ponadto ride może występować z nitami umieszczonymi w dowolnym miejscu powierzchni talerza.
- crash (8) – talerz o różnej grubości w rozmiarach od 12 do 21 cali. Jest on używany dla podkreślenia rytmu w granym utworze (podbijania brzmienia bębna basowego lub werbla). Cienkie talerze są cichsze, ich dźwięk jest wyższy, natomiast grubsze wydają głośny, niższy dźwięk. Występuje również talerz typu crash-ride łączący zalety talerzy typu crash i ride.

### Bębny
- rototom – jest to bęben o pojedynczym naciągu wyróżniający się brakiem korpusu z membraną napiętą na metalowej, dwuczęściowej ramie.
- timbales – bęben z rodziny tom-tomów, jednak o znacznie wyższym dźwięku.
- oktoban – bęben stworzony przez firmę Tama, zwykle o średnicy około 6" i różnej głębokości.
- piccolo – jest to mały werbel, o wyższym dźwięku, o średnicy i głębokości odpowiednio poniżej 13 i 4,5 cala montowany na statywie lub ramie.
- naciąg – membrana bębna wykonana z tworzywa sztucznego lub skóry. Naciąg montowany najczęściej z dwóch stron bębna, może być dwuwarstwowy wypełniony olejem, mocowany do bębna za pomocą skręcanych śrubami obręczy, które umożliwiają strojenie instrumentu.

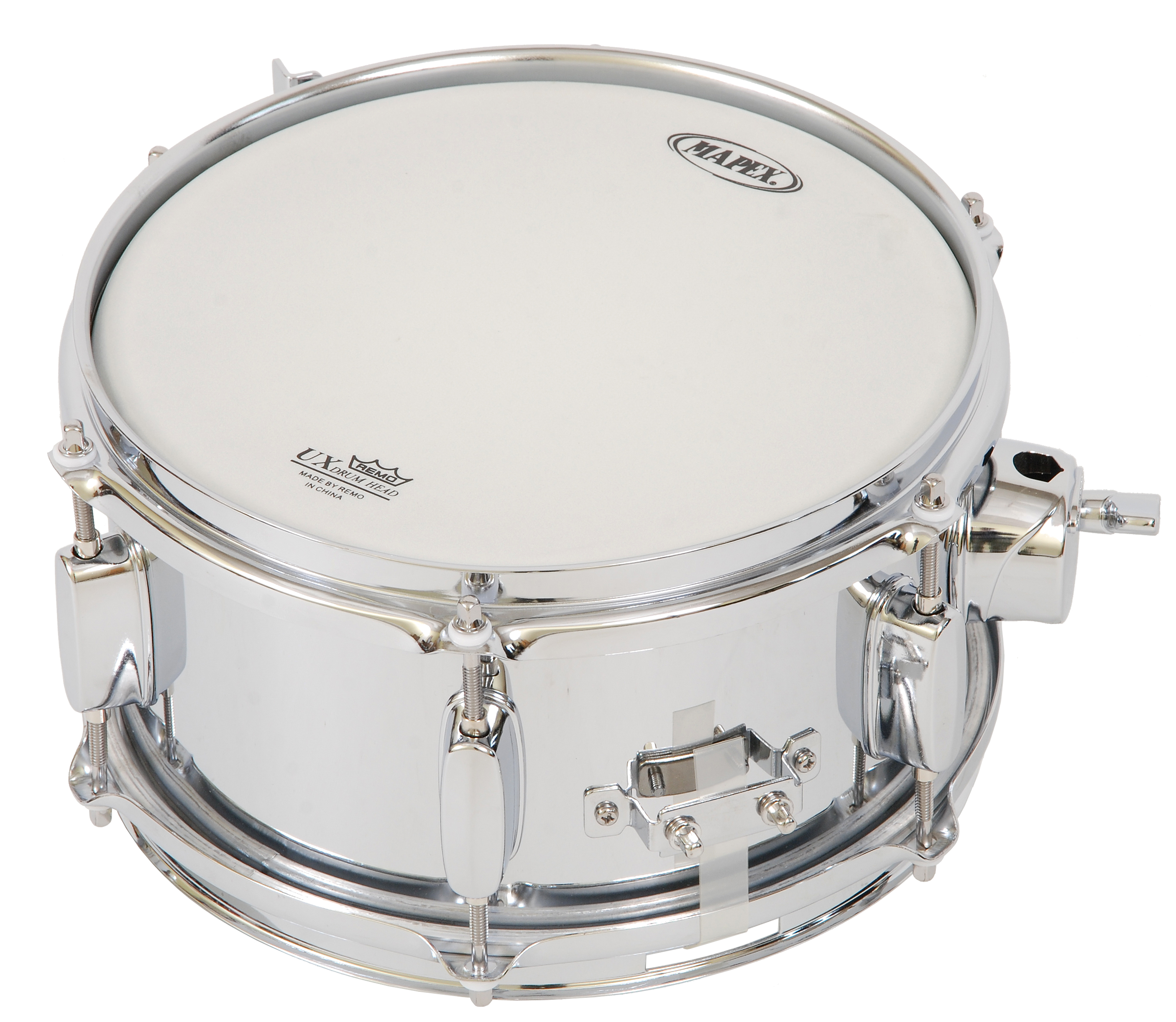
Główna część zestawu posiadająca charakterystyczny dźwięk – werbel

### Talerze
- crash-ride – połączenie talerzy crash i ride, daje dźwięk pośredni między obydwoma talerzami. Występuje w rozmiarach od 12 do 20 cali.
- china – to jedyny wklęsły talerz zestawu perkusyjnego. Mocowany dowolną stroną w zależności od oczekiwanego brzmienia, w zależności od średnicy i grubości będzie wydawał dźwięk głośny oraz szumiący. Grając na nim za pomocą pałeczek z miękkimi bijakami, możemy uzyskać efekt brzmieniowy zbliżony do dźwięku gongu. Małe rozmiary tj. minichina np. 14 cali często są używane do gry na przemian z ridem i hi-hatem do wygrywania rytmu.
- splash – zwykle cienki talerz o wielkości od 6 do 12 cali, o brzmieniu krótkim i „szklistym” montowany dowolną stroną.
- stack – połączenie dwóch talerzy typu crash oraz china, w różnych kombinacjach rozmiarowych.
- bell – zazwyczaj mały, i wypukły, montowany dowolną stroną wydaje dźwięk podobny do kopułki ride'a. W rozmiarach od 4 do 11 cali

### Inne
- chimes – (również wind chimes, dzwonki chińskie) jest to umieszczony na statywie rząd metalowych rurek lub płytek różnej długości.
- krowi dzwonek – „przeszkadzajka” kształtem przypominająca dzwonek pasterski, wydająca również taki sam dźwięk.
- tamburyn – zamontowany na statywie, gra na nim w tym wypadku odbywa się przez uderzanie pałką. Niekiedy przykręca się go do hi-hata.

Na zestawie gra się zazwyczaj drewnianymi pałkami (czasem mogą posiadać plastikową końcówkę), a w pewnych sytuacjach także specjalnymi miotełkami lub tzw. szczotkami perkusyjnymi (inaczej hot rods – kilkanaście cienkich witek połączonych plastikową oprawką)

### Rozbudowa i używanie zestawu perkusyjnego
Taki zestaw perkusyjny, jakkolwiek powszechnie używany, bywa rozszerzany o innego rodzaju bębny, talerze oraz inne instrumenty perkusyjne. W szczególności w rocku progresywnym, gdzie perkusja spełniała poza rolą wybijania rytmu i nadawania tempa także funkcje melodyczne, a przede wszystkim budowy przestrzeni dźwiękowej i nastroju, uległa rozbudowanie. Perkusiści tacy jak Terry Bozzio, Carl Palmer, Bill Bruford, Mike Portnoy, Alan White rozbudowali swoje zestawy do kilkudziesięciu bębnów, dużej liczby talerzy, dzwonków, gongów, dzwonów rurowych itp.
Rozbudowa zestawu odbywa się poprzez:
- zainstalowanie podwójnego pedału (podwójna stopa, twin), lub dodanie dowolnej liczby bębnów basowych obsługiwanego osobnym pedałem
- zwiększenie liczby tom-tomów
- dodanie dodatkowego hi-hatu (z maszyną otwierającą lub bez)
- dodanie dodatkowych instrumentów perkusyjnych, jak np. anielskie dzwonki, rototomy, bongosy, kongi, itp.
- dodanie mniejszego werbla (tzw. werbel piccolo)
- zwiększenie liczby talerzy – oprócz standardowych crash i ride w różnych rozmiarach, dochodzą china i splash
- dodanie elektronicznych padów czy triggerów wraz z modułem elektronicznym

## Notacja perkusyjna
W zapisie perkusyjnym używa się zwyczajnych nut. W odróżnieniu od pozostałych notacji, ich położenie na pięciolinii nie informuje o wysokości dźwięku, lecz o rodzaju instrumentu, który ma w danym momencie wybrzmiewać. Nuty dla bębnów mogą być umieszczone w różnych miejscach na pięciolinii, w zależności od wysokości dźwięku (np tom-tomy). W każdym razie najniżej zawsze znajduje się stopa, a werbel na trzecim polu. Talerze oznaczamy wysoko na pięciolinii, krzyżykami, lub krzyżykami w kółeczku, w zależności od rodzaju.
W sekcji rytmicznej, inaczej niż w przypadku instrumentów tonalnych, możliwe jest skracanie dźwięków pauzami, co niejednokrotnie ułatwia grę. Spowodowane jest to tym, że po uderzeniu w instrument nie istnieje szeroka możliwość dalszego skrócenia dźwięku, zatem (oprócz nielicznych przypadków), nie jest istotne, jak długo on wybrzmiewa.
Talerze:
Bębny:
| Dźwięki        | Dźwięki                            | Dźwięki          |
| Części zestawu | Rodzaje gry                        | Dźwięki (Vorbis) |
| -------------- | ---------------------------------- | ---------------- |
| Werbel         | Dźwięk werbla                      | 53 KBⓘ           |
| Werbel         | Gra na obręczy werbla              | 46 KBⓘ           |
| Bęben basowy   | Stłumiony bęben basowy             | 54 KBⓘ           |
| Tom-tomy       | Tom 8"                             | 59 KBⓘ           |
| Tom-tomy       | Tom 12"                            | 41 KBⓘ           |
| Tom-tomy       | Floor tom                          | 39 KBⓘ           |
| Hi-hat         | Zamkniety hi-hat                   | 41 KBⓘ           |
| Hi-hat         | Otwarty hi-hat                     | 58 KBⓘ           |
| Hi-hat         | Hi-hat otwierany i zamykany        | 48 KBⓘ           |
| Crash          | Uderzenie w talerz                 | 52 KBⓘ           |
| Ride           | Zwykłe uderzenie                   | 61 KBⓘ           |
| Ride           | Uderzenie w kopułkę talerza (bell) | 71 KBⓘ           |
| Ride           | uderzenie w krawędź (rim)          | 67 KBⓘ           |